# August Wilhelm von Hofmann
August Wilhelm von Hofmann (Gießen, 8 de abril de 1818 — Berlim, 5 de maio de 1892) foi um químico alemão.

## Vida
Estudou filosofia e direito em Giessen, dedicando-se à química em 1843, quando se tornou assistente de Justus von Liebig. Dois anos depois, foi nomeado professor no Colégio Real de Química, em Londres. Os vinte anos que passou nessa instituição foram vitais para o desenvolvimento da química na Inglaterra. Em 1865 retornou para a Alemanha como sucessor do químico Eilhard Mitscherlich, em Berlim, onde permaneceu até sua morte.

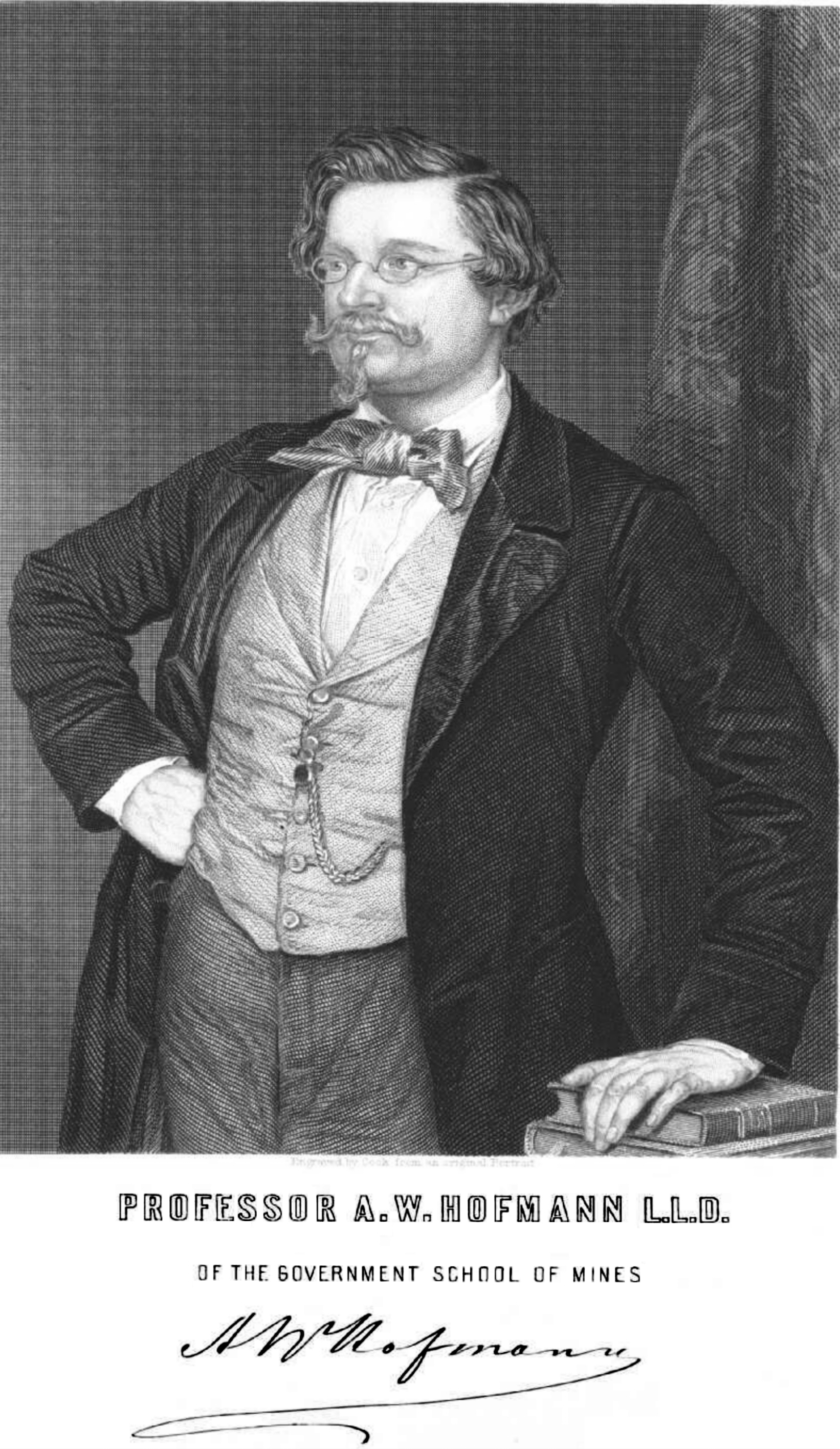

A maioria de seus trabalhos refere-se aos compostos de alcatrão da hulha, seus derivados e reações. Em particular, sua escola estudava a anilina e suas reações. Esse estudo foi estendido às alcoilaminas, e foi Hofmann quem descobriu os sais de amônio quaternários. Dedicou-se então à classificação de todas as aminas, considerando-as derivados formais da amônia, na qual um ou mais átomos de hidrogênio eram substituídos por radicais compostos.

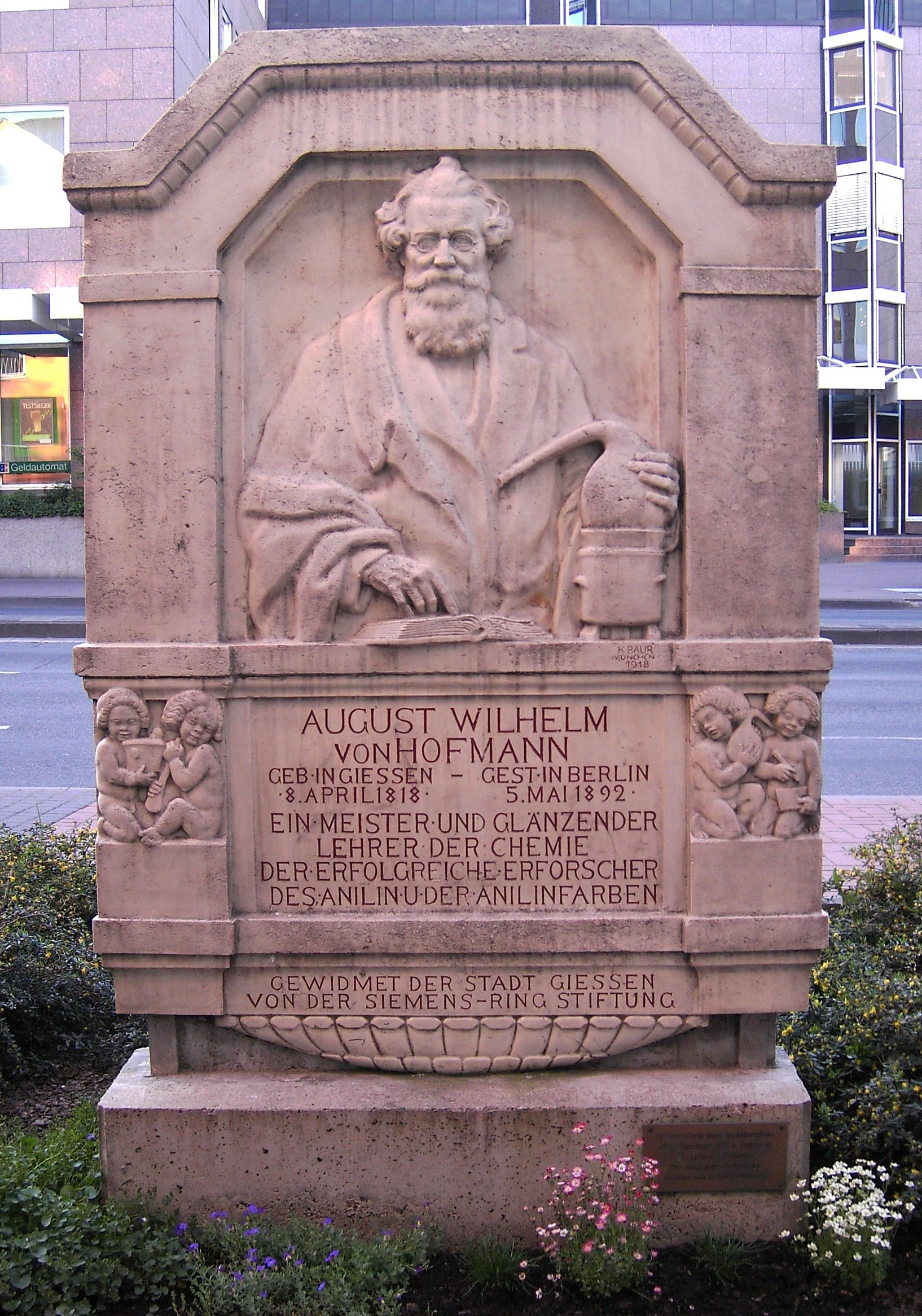
Monumento a Hofmann em Gießen

Foi um dos primeiros pesquisadores a aceitar e usar em suas aulas os pesos atômicos revisados por Stanislao Cannizzaro. Os compostos importantes descobertos ou analisados corretamente pela primeira vez por Hofmann incluem, entre outros, o álcool alílico, a etilenodiamina e o formaldeído.
Seu nome também é lembrado pela operação chamada metilação exaustiva de Hofmann, que, durante muito tempo, foi um importante instrumento para o estudo das estruturas dos alcalóides.
Hofmann foi um dos fundadores da Sociedade de Química Alemã, sendo seu presidente por diversos anos. Foi também presidente da Sociedade Britânica de Química. Suas pesquisas sobre a anilina, juntamente com as de Sir William Henry Perkin, ajudaram a lançar as bases da indústria de corantes de anilina.
Está sepultado no Dorotheenstädtischer Friedhof em Berlim.

## Publicações
Hofmann era multilíngue e publicou extensivamente, particularmente sobre seu trabalho sobre alcatrão de hulha e seus derivados. Em 1865, Hofmann publicou An Introduction to Modern Chemistry, resumindo a teoria dos tipos e ideias emergentes sobre a estrutura química. A teoria dos tipos modelou quatro moléculas inorgânicas, hidrogênio, cloreto de hidrogênio, água e amônia, e as usou como base para sistematizar e categorizar compostos orgânicos e inorgânicos, explorando a substituição de um ou mais átomos de hidrogênio por um átomo ou grupo equivalente. O próprio Hofmann se concentrou na pesquisa de amônia, mas discutiu todos os quatro modelos em seu livro. Nele, ele também introduziu pela primeira vez o termo valência, sob sua quantivalência variante mais longa, para descrever a capacidade de combinação de um átomo. Seu livro influenciou fortemente os livros didáticos introdutórios na Europa e nos Estados Unidos.
Além de seus trabalhos científicos, Hofmann escreveu notas biográficas e ensaios sobre a história da química, incluindo um estudo de Liebig.